# 波号第二百二十三潜水艦
波号第二百二十三潜水艦（はごうだいにひゃくにじゅうさんせんすいかん）は、日本海軍の未成潜水艦。波二百一型潜水艦の23番艦。戦後解体された。

## 艦歴
マル戦計画の潜水艦小、第4911号艦型の23番艦、仮称艦名第4933号艦として計画。1945年5月1日、川崎重工業本社艦船工場で起工。
6月7日、波号第二百二十三潜水艦と命名されて波二百一型潜水艦の21番艦に定められ、本籍を舞鶴鎮守府と仮定。
終戦時未成、進水直前だった。8月17日、工事中止が発令され工程40%で工事中止。魚雷発射管は波号第222潜水艦までは九五式三型を装備し、あるいは装備予定としていたが、本艦以降は九五式五型を装備する予定だった。
1946年5月から6月にかけて、川崎重工業艦船工場で解体された。